# Saurüssel (Mühlviertel)
Der Saurüssel ist ein Berg bzw. eine Bergstrecke an der Mühlkreisbahn und der unmittelbar daneben verlaufenden Rohrbacher Straße (B 127) im Oberen Mühlviertel zwischen Rottenegg bei Walding und Gerling in Oberösterreich. Entlang dieses Abschnittes verläuft die wichtigste Verkehrsverbindung (Straße und Bahn) von Linz mit dem Bezirk Rohrbach.

## Geschichte

### Krummauer Reichsstraße
Schon im Jahr 1142 wird eine Handelsverbindung zwischen Linz und Böhmen über Oberstraß erwähnt. Dieser ehemalige Straßenabschnitt (im Volksjargon „Krummer Reichsstraße“) ist heute noch auf einer Länge von ca. 400 m erhalten und war bis ins 19. Jahrhundert die einzige Verbindung nach Gerling in dieser Gegend.

### Bau der Mühlkreisbahn
Mit dem Bau der Mühlkreisbahn, welche im Oktober 1888 eröffnet wurde, und neben der auch eine Straße angelegt wurde, entstand die erste Verkehrsverbindung durch den Saurüssel. Der Neubau der Strecke galt zu seiner Zeit aufgrund der topographischen Örtlichkeiten als kompliziert und aufwändig.

### Ausbau der Bundesstraße
Das seit den Nachkriegsjahren beginnende erhöhte Verkehrsaufkommen führte zwangsläufig zu einem Ausbau der bisherigen Straße. Dafür wurde im unteren Bereich der Strecke die alte Rodlbachbrücke, das Gasthaus Saurüsselwirt und weitere Gebäude abgerissen, um Platz für einen Neubau der Straßenbrücke zu schaffen. Seither fährt die Bahn unterhalb der Straße auf einer eigenen Brücke über die Rodl.

## Lage und Charakteristik

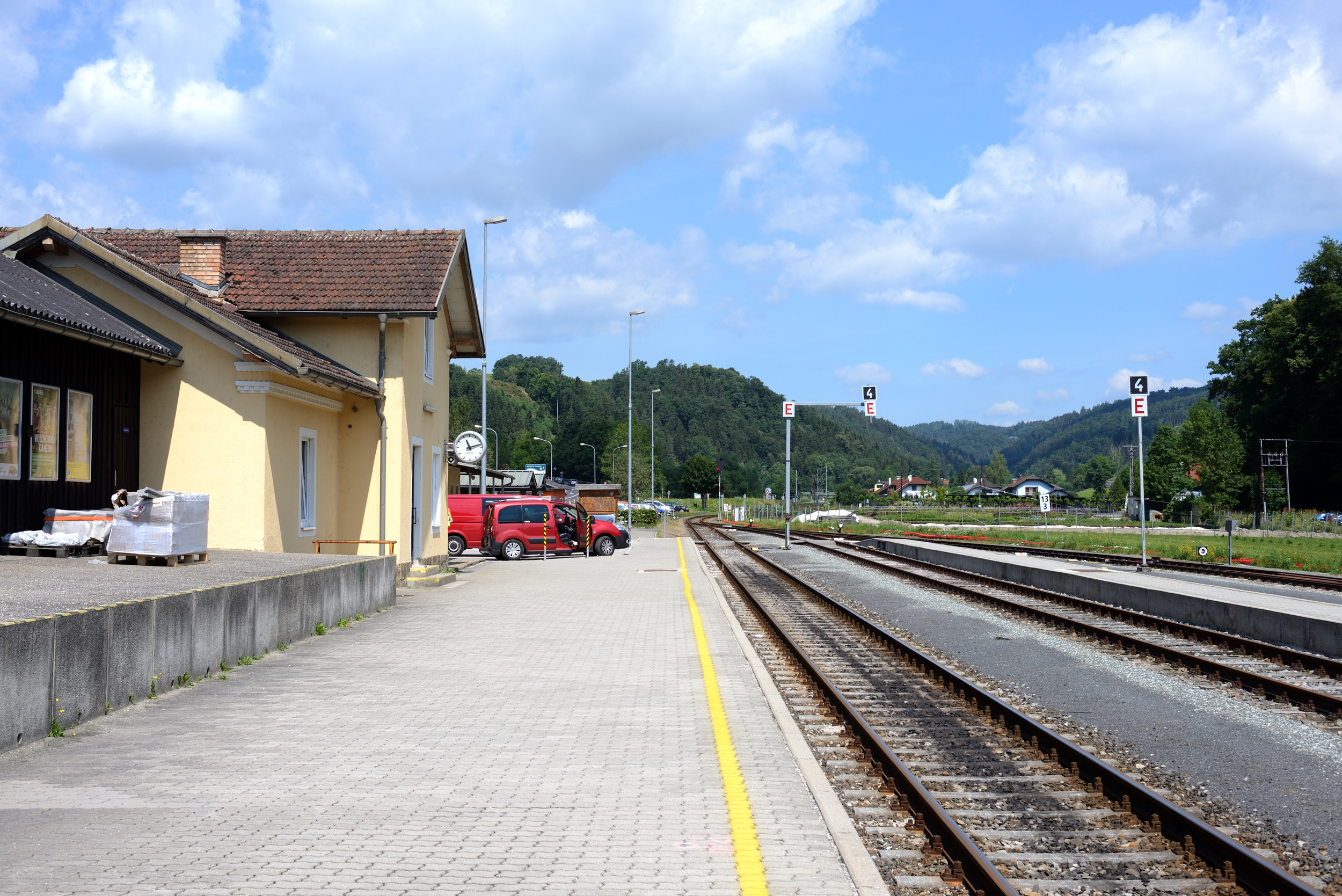
Beginn des Saurüssels unmittelbar nach dem Bahnhof Rottenegg

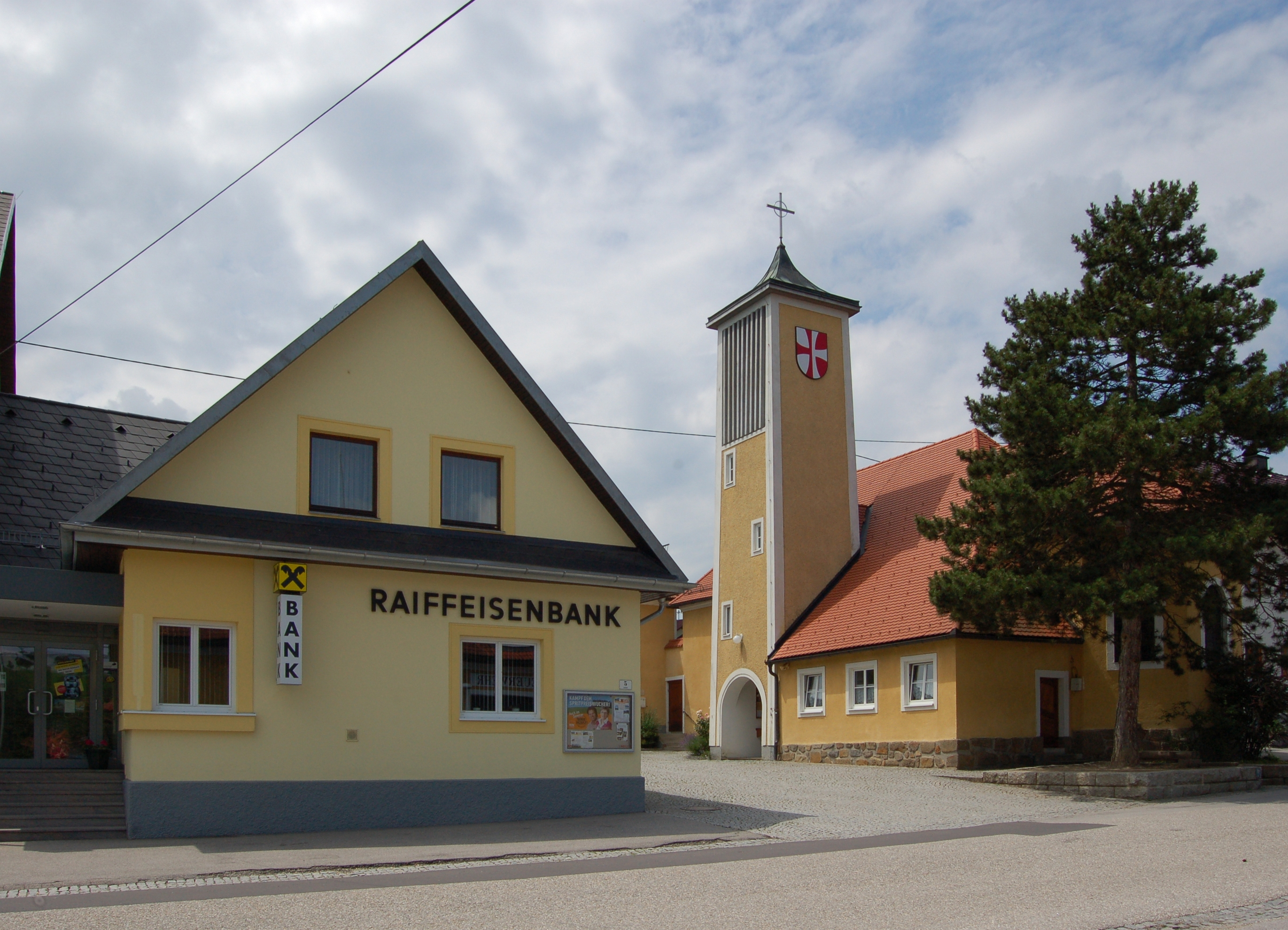
Der Ort Lacken mit der Pfarrkirche

Die Strecke beginnt in Rottenegg (268 m ü. A.) und verläuft über Oberstraß (Gemeinde St. Gotthard im Mühlkreis) und Lacken (Gemeinde Feldkirchen) bis Gerling (464 m ü. A.), dabei wird der Niveauunterschied im Anstieg aus dem Donautal zum Granitplateau des Mühlviertels überwunden. Neben der Bahn und Straße fließt auch der Saurüsselbach entlang der Strecke und unterquert diese einige Male.

## Bahnstrecke
Die Strecke der Mühlkreisbahn weist am Saurüssel eine Steigung von 46 ‰ auf, sie ist der steilste Streckenabschnitt dieser Bahnlinie und gehört auch zu den steilsten Österreichs. Aufgrund des Höhenunterschiedes und der engen Kurvenradien gilt dieser Abschnitt als Langsamfahrstelle und bildet somit ein Nadelöhr für zukünftige Aufbaupläne zu einer Schnellbahnlinie von Linz nach Kleinzell.

## Unfälle
Der folgenschwerste Eisenbahnunfall auf der Bahnstrecke ereignete sich am 22. November 1945. Aufgrund überhöhter Geschwindigkeit entgleiste ein schwer beladener Güterzug in der Nähe des ehemaligen Gasthauses Saurüsselwirt. Dabei wurden acht sowjetische Besatzungssoldaten getötet und der Zug- sowie der Lokomotivführer verhaftet. Obwohl sie vor der Gefahr der Überladung gewarnt hätten, wurden sie wegen Sabotage angeklagt und zu Lagerhaft verurteilt, wobei einer der Männer starb.

## Trivia
Der Saurüssel war auch namensgebend für die Zeitschrift Der Saurüssel.